# Eumedonia mylitta
Eumedonia mylitta är en fjärilsart som beskrevs av Arthur Francis Hemming 1932. Eumedonia mylitta ingår i släktet Eumedonia och familjen juvelvingar. Inga underarter finns listade i Catalogue of Life.